# 度島

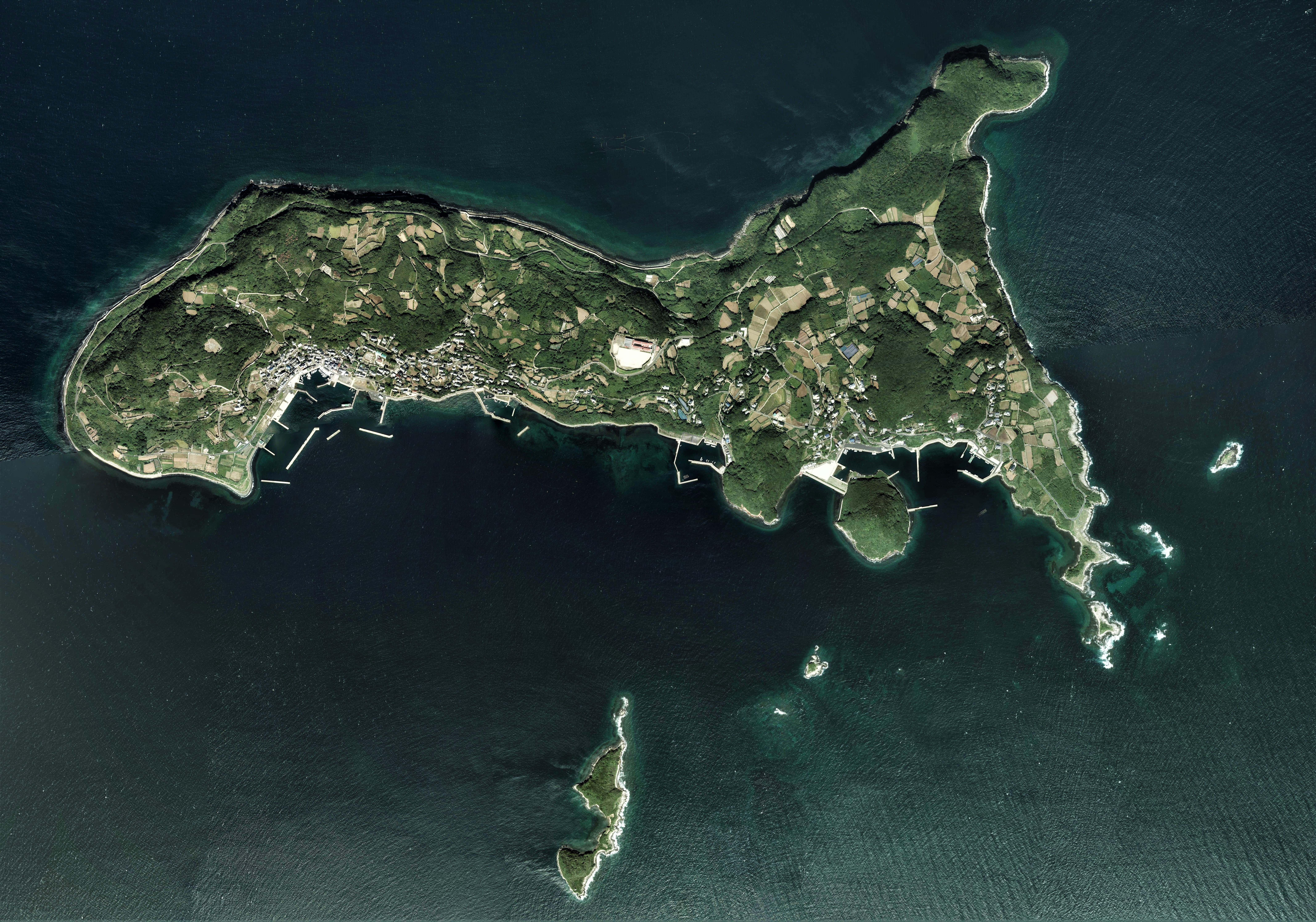
度島の空中写真。2016年10月4日撮影の14枚を合成作成。
。

度島（たくしま）は、長崎県平戸市に属する島。

## 地理
平戸島の北方4kmに位置する。北東から南西に向かって細長く伸びた形をしており、東西3.5km、南北1kmの長さである。

### 概要
- 面積 - 3.57km2[1]
- 人口 - 620人（令和2年国勢調査確定値）[1]

島には、浦・中部・三免の3つの集落が存在する。
古代遺跡やキリシタン遺跡がある。戦国時代にイエズス会宣教師のガスパル・ヴィレラやルイス・デ・アルメイダらによってキリスト教（カトリック）の布教が行われ、全島民が信者（キリシタン）となったが、後のキリシタン弾圧で殉教したり逃亡や改宗を余儀なくされた。現在ではキリスト教信者はおらず、仏教（浄土宗）が大半を占めている。昔の風習が色濃く残っており、盆行事「盆ごうれい」は県の文化財に指定されている。年中行事の多くが旧暦に合わせて行われる。

### 自然
離島であるがゆえに数々の希少な生物が生息している。見送られたものの、島を国立公園にしようという話が持ち上がったことがある。

## 行政
明治時代初期は1島1村の北松浦郡多久島村となっていたが、1889年（明治22年）4月1日の町村制度施行時の際、平戸島内の一部の地域を行政区域とする平戸村と合併し、平戸村に属した。1925年（大正14年）4月1日に平戸村が平戸町と合併したことで平戸町に属し、1955年（昭和30年）1月1日に平戸町を含む平戸島内の全町村が合併して平戸市が発足したことで、島も平戸市に属することになった。2005年（平成17年）10月1日に平戸市が周辺市町村と対等合併したため、市名は平戸市のままだが新市制となっている。

## 産業
主産業は漁業と農業である。
農業は古くから、稲作が行われている。多くの世帯が小麦を栽培していたが、農産物輸入自由化により価格が下落したために減少した。かつては肉牛を飼っている世帯が大半を占めていた。
漁業は、遠洋漁業への従事が主である。

## 教育
島の中央に小中併設校の平戸市立度島小学校・中学校がある。校舎や校庭を共用しており、運動会や遠足などを合同で行っている。保育所もある。

## 交通

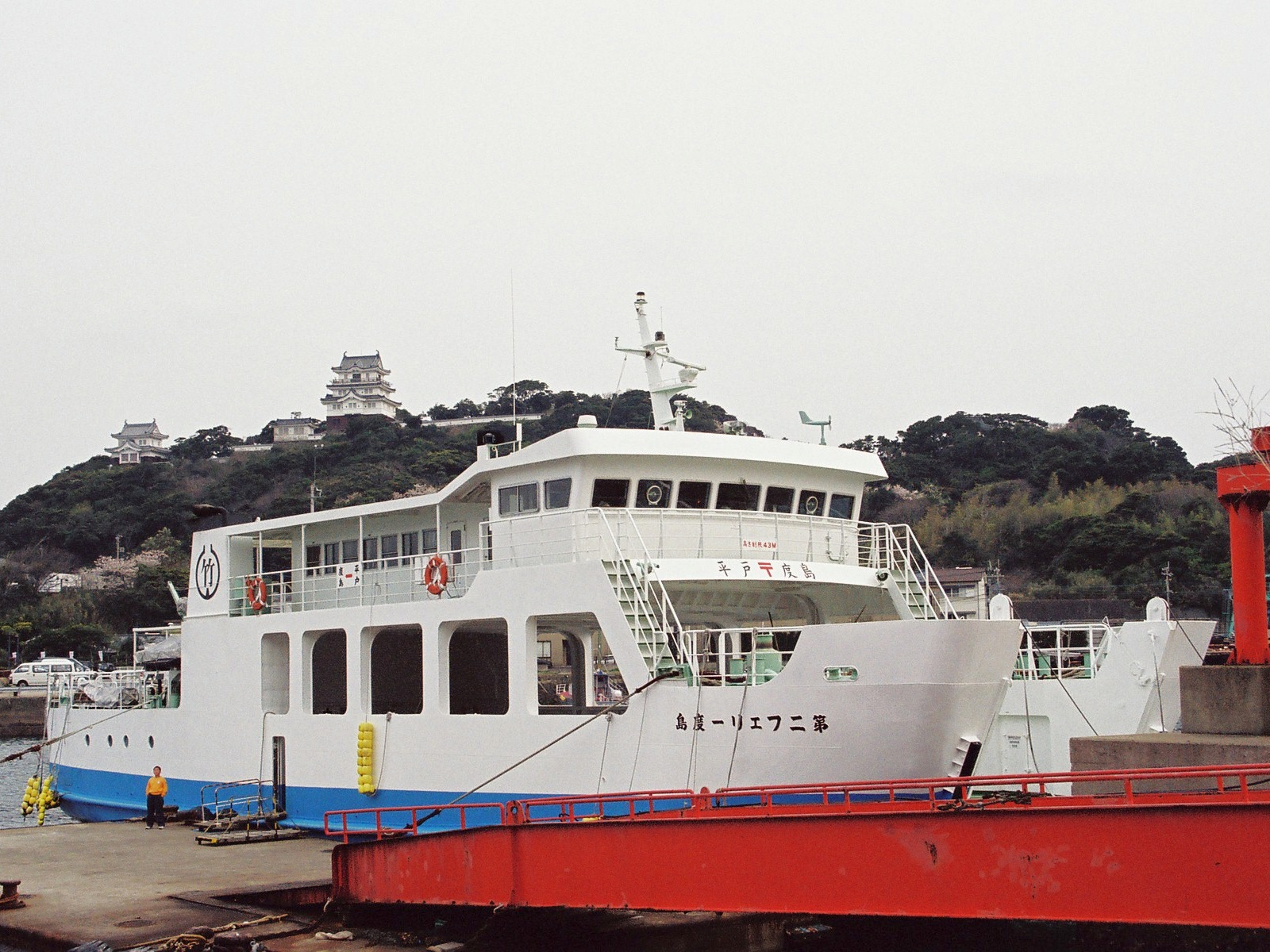
平戸港に停泊中の「第二フェリー度島」

島外からの交通手段としては、平戸市中心部の平戸港と度島を結ぶフェリーが定期的に運航されている。フェリーターミナルは島の東部の飯盛地区と島の西部の本村地区の2ヶ所に設けられている。
島内の道路は、国道・県道はなく、市道のみである。かつてはバス・タクシーなどの公共交通機関は無かったが、2018年1月現在、コミュニティーバスが運行されている(月曜から金曜のみ)